# ريبوبليكا أرجينتينا (محطة مترو أنفاق مدريد)
ريبوبليكا أرجينتينا (بالإسبانية: República Argentina)‏ هي محطة مترو أنفاق في مدريد في إسبانيا، تقع على الخط رقم 6.